# Piper heydei
Piper heydei är en pepparväxtart som beskrevs av C. Dc. och J. D. Smith.. Piper heydei ingår i släktet Piper och familjen pepparväxter. Inga underarter finns listade i Catalogue of Life.